# Všeradice
Všeradice település Csehországban, a Berouni járásban. Všeradice Nesvačily, Vinařice, Lážovice, Podbrdy, Bykoš, Vižina és Libomyšl településekkel határos. Lakosainak száma 486 fő (2024. január 1.).

## Népesség
A település lakosságának változását az alábbi diagram mutatja:
| Lakosok száma | 693  | 646  | 561  | 416  | 418  | 415  | 443  | 441  | 458  | 486  |
|               | 1869 | 1890 | 1921 | 1950 | 1980 | 2001 | 2017 | 2019 | 2022 | 2024 |